# لوتر باردن
لوتر باردن (انگلیسی: Luther Burden؛ زاده ۲۸ فوریهٔ ۱۹۵۳) ورزشکار اهل ایالات متحده آمریکا است.